# Барбадосская лейбористская партия
Барбадосская лейбористская партия (англ. Barbados Labour Party, BLP) — левоцентристская политическая партия в Барбадосе, член Социалистического Интернационала (с 1978 года). Являлась правящей партией Барбадоса в 1954—1961, 1976—1986 и 1994—2008 годах. По результатам парламентских выборов 24 мая 2018 года взяла все места в парламенте и является правящей партией.

## История

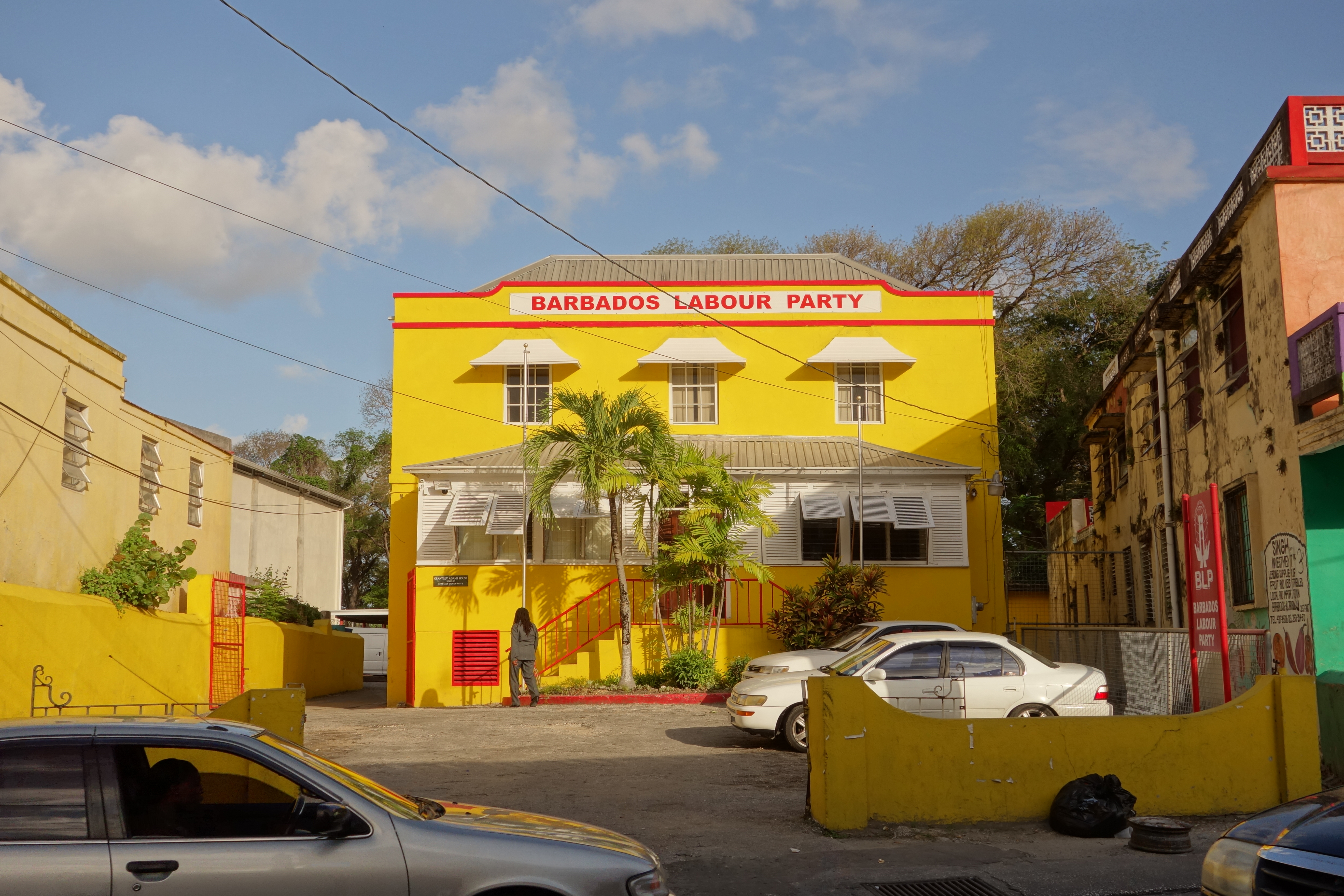
Дом Грэнтли Адамса, штаб-квартира Барбадосской лейбористской партии, Бриджтаун

Учредительное собрание партии состоялось 31 марта 1938 года в доме Джеймса Мартино на Бэй-стрит.
Одной из целей партии, провозглашенной на учредительном собрании, стала борьба за расширение политических прав жителей Барбадоса. Эта борьба в конечном итоге к мирному переходу власти в руки национального правительства. Среди прочих целей создания партии были названы: установление социальной справедливости, улучшение производственных отношений, жилищных условий и состояния здоровья, введение бесплатного образования, а также сотрудничество с аналогичными организациями Карибского бассейна. Также в колониальный период выступала за предоставление независимости Барбадосу. Лидером партии на протяжении трех десятилетий являлся Грэнтли Герберт Адамс.
В 1940 году Барбадосская лейбористская партия впервые приняла участие в парламентских выборах, получив по их итогам 4 места. Согласно этому документу все взрослые барбадосцы получили право голоса; существовавший ранее имущественный ценз был отменен. В 1948 году партия впервые получила большинство на парламентских выборах. Лейбористы добились принятия важных законодательных актов в области регулирования труда, улучшения здравоохранения, образования и инфраструктуры острова. Но наиболее значимым законодательным актом был закон о народном представительстве, принятый в 1950 году. В 1953 году лейбористы получили в парламенте 15 мест из 17. В 1954 году Грэнтли Адамс стал первым премьером Барбадоса.
Барбадосская лейбористская партия на протяжении своего существования выступала за развитие частного сектора и привлечение в страну иностранного капитала. В 1955 году от партии откололась более левая Демократическая лейбористская партия, ставшая второй ведущей партией страны. Во внешней политике БЛП придерживается проамериканской ориентации. В соответствии с «доктриной Адамса», в 1979 и 1981 годах войска Барбадоса высаживались на островах Юнион и Доминика, а в 1983 году правительство БЛП приняло участие в интервенции против Гренады.

## Члены БЛП—премьеры и премьер-министрыБарбадоса
| Премьер (c 1966 года—премьер-министр) | Годы жизни | Занимал пост |
| ------------------------------------- | ---------- | ------------ |
| Грэнтли Герберт Адамс                 | 1898—1971  | 1954—1958    |
| Хью Гордон Каммингс                   | 1891—1970  | 1958—1961    |
| Том Адамс                             | 1931—1985  | 1976—1985    |
| Харольд Бернард Сент-Джон             | 1931—2004  | 1985—1986    |
| Оуэн Артур                            | 1949—2020  | 1994—2008    |
| Миа Моттли                            | 1965—      | 2018—        |